# Yowayowa Sensei
Yowayowa Sensei (よわよわ先生?  lit. Profesora de voluntad débil) es una serie de manga japonesa escrita e ilustrada por Kamio Fukuchi. Comenzó su serialización en la revista Shūkan Shōnen Magazine de Kōdansha el 16 de noviembre de 2022 y se ha recopilado en nueve volúmenes tankōbon hasta el momento. Se ha anunciado una adaptación televisiva en serie de anime.

## Argumento
La serie sigue a Akihito Abikura, un estudiante de segundo año de secundaria. Su nueva profesora de clases es Hiyori Hiwarimura, una profesora de inglés que recientemente se graduó de la universidad. Debido a su personalidad tímida, no hace una buena impresión. Su uso de un cuaderno lleno de notas pegajosas lleva a rumores de que ella pone maldiciones sobre los estudiantes, lo que los lleva a malinterpretarla y a referirse a ella como «Profesora aterradora». Akihito se da cuenta de que no es aterradora en absoluto, sólo malinterpretada. Después de verla enseñar en un aula vacía con sólo un animal de peluche, le ofrece ayudarla a superar su timidez.

## Personajes
Akihito Abikura (阿比倉 章人 Abikura Akihito?)
Un estudiante de segundo año de secundaria en la clase de Hiyori. Él decide ayudar a Hiyori con su timidez después de verla enseñar una clase falsa y darse cuenta de que en realidad no es aterradora, simplemente malentendida. Se ofrece a ser representante de la clase como parte de ayudarla.
Hiyori Hiwarimura (鶸村 ひより Hiwarimura Hiyori?)
 Seiyū: Marika Kōno (PV)
Una profesora de inglés que acaba de comenzar su carrera después de graduarse de la universidad. Se convierte en la maestra de Akihito. Debido a su personalidad extremadamente tímida, los estudiantes ganan una percepción negativa de ella, lo que la lleva a ser apodada «Profesora aterradora».
Mizuki Mukubayashi (椋林 瑞希 Mukubayashi Mizuki?)
Una compañera de clase de Akihito. Aunque ambos fueron a la misma escuela primaria, no son muy cercanos. Más tarde se convierte en representante de su clase junto con Akihito.
Akemi Abikura (阿比倉 朱美 Abikura Akemi?)
La hermana mayor de Akihito que trabaja como enfermera. Ella es muy protectora con Akihito.
Yūki Yukishita (雪下 祐樹 Yukishita Yūki?)
Una compañera de clase de Akihito. Tiene una personalidad de tomboy y usa el pronombre masculino.

## Contenido de la obra

### Manga
Yowayowa Sensei es escrito e ilustrado por Kamio Fukuchi. Comenzó su serialización en la revista Shūkan Shōnen Magazine de Kōdansha el 16 de noviembre de 2022. Kōdansha recopila sus capítulos individuales en volúmenes tankōbon. El primer volumen se lanzó el 16 de marzo de 2023, y hasta el momento se han publicado nueve volúmenes. Para promover el lanzamiento del séptimo volumen, se lanzó un video promocional en YouTube con Marika Kōno como la voz de Hiyori. Una colaboración con la cosplayer Enako con su cosplay del personaje Mizuki fue lanzada en junio de 2024.
| Volúmenes de manga publicados | Volúmenes de manga publicados | Volúmenes de manga publicados |
| Número                        | Fecha de publicación          | ISBN                          |
| ----------------------------- | ----------------------------- | ----------------------------- |
| 1                             | 16 de marzo de 2023           | ISBN 978-4-06-530996-4        |
| 2                             | 17 de mayo de 2023            | ISBN 978-4-06-531600-9        |
| 3                             | 17 de agosto de 2023          | ISBN 978-4-06-532609-1        |
| 4                             | 17 de octubre de 2023         | ISBN 978-4-06-533158-3        |
| 5                             | 15 de diciembre de 2023       | ISBN 978-4-06-533890-2        |
| 6                             | 16 de febrero de 2024         | ISBN 978-4-06-534563-4        |
| 7                             | 16 de mayo de 2024            | ISBN 978-4-06-535510-7        |
| 8                             | 17 de julio de 2024           | ISBN 978-4-06-536138-2        |
| 9                             | 17 de octubre de 2024         | ISBN 978-4-06-537129-9        |
| 10                            | 17 de diciembre de 2024       | ISBN 978-4-06-537770-3        |

### Anime
El 4 de diciembre de 2024 se anunció una adaptación de la serie de televisión de anime.